# Belgique au Concours Eurovision de la chanson 2022
La Belgique est l'un des quarante pays participants du Concours Eurovision de la chanson 2022, qui se déroule à Turin en Italie. Le pays est représenté par Jérémie Makiese et sa chanson Miss You, sélectionnés en interne par le diffuseur belge francophone RTBF. Le pays se classe 19e avec 64 points lors de la finale.

## Sélection
Le diffuseur belge francophone RTBF annonce sa participation à l'Eurovision 2022 le 19 août 2021. C'est le 15 septembre 2021 que le diffuseur annonce que son représentant, sélectionné en interne, sera Jérémie Makiese. Sa chanson, intitulée Miss You, est publiée le 10 mars 2022.

## À l'Eurovision
La Belgique participera à la deuxième demi-finale, le 12 mai 2022. Elle s'y classe 8e avec 151 points, se qualifiant donc pour la finale. Lors de celle-ci, elle termine à la 19e place avec 64 points.

## Points

### Points attribués en finale
| Rang | Pays        | Points |
| ---- | ----------- | ------ |
| 1    | Ukraine     | 18     |
| 2    | Espagne     | 16     |
| 3    | Royaume-Uni | 15     |
| 4    | Italie      | 12     |
| 4    | Suède       | 12     |
| 6    | Pays-Bas    | 10     |
| 7    | Moldavie    | 8      |
| 8    | Pologne     | 7      |
| 9    | Portugal    | 6      |
| 9    | Serbie      | 6      |
| 11   | Azerbaïdjan | 3      |
| 12   | Tchéquie    | 2      |
| 13   | Australie   | 1      |

### Points reçus en finale
| Rang | Pays      | Points |
| ---- | --------- | ------ |
| 1    | Pays-Bas  | 10     |
| 2    | Serbie    | 8      |
| 3    | Italie    | 7      |
| 4    | Bulgarie  | 6      |
| 4    | France    | 6      |
| 6    | Espagne   | 5      |
| 6    | Australie | 5      |
| 6    | Moldavie  | 5      |
| 9    | Israël    | 4      |
| 10   | Macédoine | 3      |
| 11   | Albanie   | 2      |
| 11   | Chypre    | 2      |
| 13   | Suède     | 1      |